# Estonia 200
Estonia 200 (est. Eesti 200) – liberalna, estońska partia polityczna, utworzona 3 listopada 2018 roku. Ruch polityczny poprzedzający partię opublikował swój manifest w estońskiej gazecie Postimees w dniu 2 maja 2018 roku.

## Manifest polityczny
W manifeście ruchu, autorzy przedstawiają propozycję utworzenia ruchu politycznego, do którego mogą dołączyć ludzie, którzy chcą przyczynić się do rozwoju Estonii. Kluczowe wartości partii to: wolność osobista, przejrzystość, innowacja i ambicja.

## Historia
- 2 maja 2018 r. ogłoszono manifest polityczny partii.

- 30 maja 2018 r. były gubernator Põlvamaa, Igor Taro, został mianowany regionalnym koordynatorem partii.
- 8 czerwca autorzy manifestu zarejestrowali Estonia 200 jako organizację non-profit.
- 7 sierpnia Margus Tsahkna, były lider Isamaa, dołączył do Estonii 200.
- 21 sierpnia 2018 r. ruch postanowił utworzyć partię polityczną i wziąć udział w nadchodzących wyborach parlamentarnych w 2019 r.
- 3 listopada 2018 r. ruch stał się partią polityczną, a Kristina Kallas została wybrana pierwszą przewodniczącą

## Wyniki wyborów
| Rok wyborów | Głosy  | Głosy | Miejsca | Miejsca | Miejsce | Rząd |
| Rok wyborów | liczba | %     | liczba  | ±       | Miejsce | Rząd |
| ----------- | ------ | ----- | ------- | ------- | ------- | ---- |
| 2019        | 24,447 | 4.4   | 0/101   |         | 6.      | NIE  |
| 2023        | 81,329 | 13.3  | 14/101  | +14     | 4.      | TAK  |